# Jessica Jones (pallavolista)
Jessica Susan Jones Tow-Arnett (Naperville, 15 novembre 1986) è una pallavolista statunitense.
Gioca nel ruolo di centrale nel Seramiksan.

## Carriera
La carriera di Jessica Jones inizia nel 2004, tra le file della University of Minnesota, con cui giunge fino alla finale del Division I NCAA del 2004. Terminata l'università, resta inattiva per un anno, iniziando la carriera da professionista nella stagione 2009 con le Caribes de San Sebastián, nel campionato portoricano; nella sua prima stagione viene subito premiata come miglior muro. Nella stagione seguente gioca per le Gigantes de Carolina, venendo premiata per la seconda volta come miglior muro.
Sempre nel 2010 viene ingaggiata dallo Schwechat Post, con cui si aggiudica il campionato austriaco. Nel 2011 viene convocata per la prima volta in nazionale, vincendo la medaglia di bronzo ai XVI Giochi panamericani. Nel 2012 torna a giocare a Porto Rico per le Lancheras de Cataño, aggiudicandosi la Liga de Voleibol Superior Femenino; grazie a questo successo partecipa alla Coppa del Mondo per club, dove riceve il premio di miglior muro.
Nella stagione 2013-14 viene ingaggiata nella Superliqa azera dall'Azəryol Voleybol Klubu. Nel campionato 2015 torna in Porto Rico, ingaggiata dalle Criollas de Caguas, vincendo nuovamente lo scudetto e venendo inserita nello All-Star Team del torneo. Ritorna in Azerbaigian nella stagione seguente, ma questa volta giocando per l'Azərreyl Voleybol Klubu col quale vince lo scudetto e viene premiata come miglior muro del torneo; terminati gli impegni in Azerbaigian, torna a giocare in Porto Rico per i soli play-off scudetto della Liga de Voleibol Superior Femenino 2016 con le Criollas de Caguas, aggiudicandosi ancora uno scudetto.
Nel campionato 2016-17 gioca nella Sultanlar Ligi turca col neopromosso Seramiksan di Turgutlu.

## Palmarès

### Club
- Campionato austriaco: 1

2010-11
- Campionato portoricano: 3

2012, 2015, 2016
- Campionato azero: 1

2015-16

### Nazionale (competizioni minori)
- Giochi panamericani 2011

### Premi individuali
- 2009 - Liga de Voleibol Superior Femenino: Miglior muro
- 2010 - Liga de Voleibol Superior Femenino: Miglior muro
- 2012 - Coppa del Mondo per club: Miglior muro
- 2013 - Liga de Voleibol Superior Femenino: All-Star Team
- 2015 - Liga de Voleibol Superior Femenino: All-Star Team
- 2016 - Superliqa: Miglior muro